# Психиатрическая клиника имени С. С. Корсакова
Клиника психиатрии имени С. С. Ко́рсакова (до 1938 года — имени А. А. Морозова) — лечебное учреждение при Университетской клинической больнице № 3 в Москве, клиническая база Сеченовского университета. В клинике проводят диагностику и оказывают амбулаторную и стационарную медицинскую помощь.

## История
Эта клиника стала первой в составе строящегося клинического городка Московского университета.
Здание больницы построено в 1885—1887 годах по проекту архитектора К. М. Быковского. Строительство и организация клиники велись при участии невропатолога А. Я. Кожевникова и главного врача Преображенской больницы психиатра В. Р. Буцке. Средства на строительство были выделены вдовой В. А. Морозовой (Хлудовой), супруг которой, А. А. Морозов, страдал психическим недугом и по решению самой Морозовой лечился на дому. Лечащим врачом Морозова был профессор С. С. Корсаков, который даже вне больницы поддерживал состояние относительно стабильной ремиссии у пациента. После ухода из жизни Абрама Морозова в 1882 году его вдова пожертвовала долю наследства на постройку клиники для психически больных, а Корсаков стал её первым директором. 
С момента открытия больницы условия пребывания в ней пациентов были на порядок выше, чем в других заведениях данного профиля. Корсаков был одним из первых психиатров, который предложил и осуществил отказ от использования «смирительных» рубашек, режимных изоляторов и ряда болезненных методов лечения повышенной опасности. Кроме того, при Корсакове с окон клиники сняли металлические решётки, а больным было разрешено прогуливаться по саду, отгороженному от улицы. Существует версия, что этот сад принадлежал графу Л. Н. Толстому, который жил рядом с больницей и подарил его клинике.
1 ноября 1899 года крупнейшие психиатры Европы посадили в саду клиники аллею деревьев: дуб — Жак-Жозеф-Валантен Маньян (Париж), Рихард фон Крафт-Эбинг (Вена), С. С. Корсаков (Москва); кедр — Фридрих фон Йолли (Берлин), Георге Маринеску (Бухарест); ель — Чезаре Ломброзо (Турин), Огюст Мари (Auguste Marie), Шарль Валлон (Париж) и др. 
После профессора Корсакова клиникой заведовал его ученик, В. П. Сербский, который занимал эту должность до 1911 года. Затем психиатрической клиникой руководила плеяда последователей психиатрической школы Корсакова: Ф. Е. Рыбаков, П. Б. Ганнушкин, Н. М. Жариков), отличительной чертой которой была ориентация на пациентов, так называемая идея «нестеснения», а также анонимная психиатрия, бесплатное лечение и содержание психически больных людей. В разные годы в клинике также работали А. Я. Кожевников, Н. Н. Баженов, М. О. Гуревич и другие психиатры.
В настоящее время клиника является частью Университетской клинической больницы № 3, которая является клинической базой Первого МГМУ им. И. М. Сеченова.